# Psychotria pergamena
Psychotria pergamena är en måreväxtart som beskrevs av Pieter Willem Korthals. Psychotria pergamena ingår i släktet Psychotria och familjen måreväxter. Inga underarter finns listade i Catalogue of Life.